# 小頭駝背脂鯉
小頭駝背脂鯉（学名：Cyphocharax microcephalus），為輻鰭魚綱脂鯉目脂鯉亞目無齒脂鯉科的其中一個種，分布於南美洲蓋亞那及蘇利南的沿岸淡水流域，體長可達16.9公分，棲息在中底層水域，生活習性不明。